# Falernum

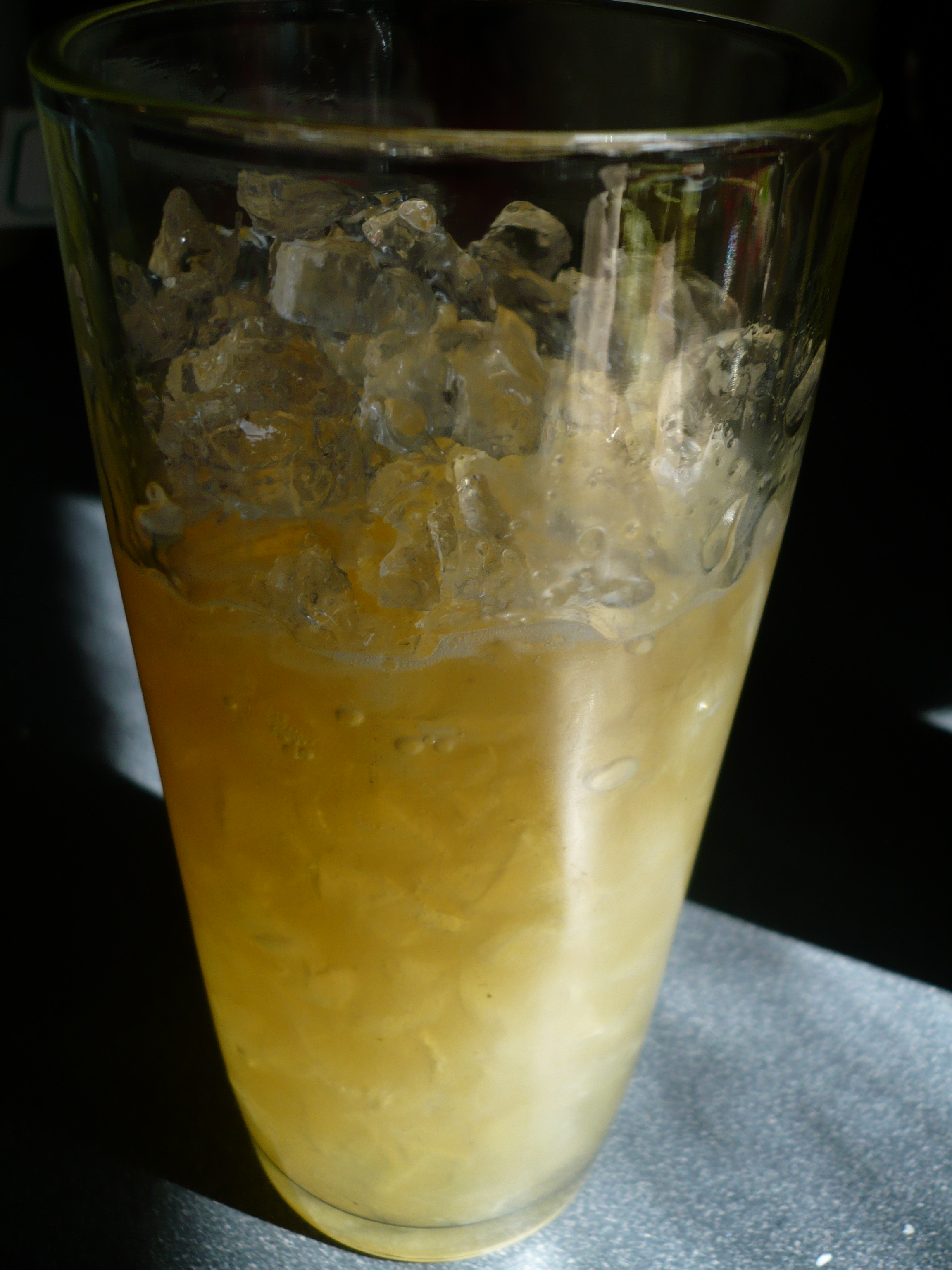
Falernum und Eis

Falernum ist ein süßer Sirup oder ein (alkoholhaltiger) Likör für karibische und tropische Getränke. Er beinhaltet Aromen von Mandeln, Ingwer und/oder Nelken, Limetten und manchmal Vanille oder Piment. Falernum wird, ähnlich wie Orgeat, für die Zubereitung von Cocktails verwendet, oder man genießt ihn on the rocks.
Falernum kann sowohl alkoholisch als auch alkoholfrei sein. Er besitzt eine dickflüssige Konsistenz, ist weiß bis leicht bernsteinfarben und variiert von klar bis leicht undurchsichtig.
Es finden sich Berichte zu Falernum bis zurück ins 18. Jahrhundert, wahrscheinlich in Barbados. Im literarischen Magazin All the Year Round, publiziert von Charles Dickens, Jr., bezeichnete zum Beispiel 1892 ein ungenannter Autor Falernum als „ein interessantes alkoholhaltiges Getränk aus Rum und Limettensaft.“
Die erste bekannte Erwähnung in einem Bar-Handbuch ist aus den 1930er Jahren bekannt. Ein Hersteller (siehe unten) behauptet, sein Rezept stamme aus dem Jahr 1890 und erhielt schon 1923 Auszeichnungen.
Bekannte Drinks mit Falernum sind der Rum Swizzle, Don the Beachcombers Versionen des Zombie und des Mai Tai,  Royal Bermuda Yacht Club, Corn N' Oil,  einige Rum Collins-Variationen und der White Lion.
Das Unternehmen Fee Brothers produziert eine alkoholfreie Version und John D. Taylor's Velvet Falernum eine alkoholische Variante, erhältlich in den USA. The Bitter Truth präsentierte 2011 ihren Golden Falernum, verfügbar in Europa, den USA und Asien. Von Brovo Spirits ist ein Lucky Falernum erhältlich, eine nussfreie Version seit 2015 von Danny Shapiro.